# Strigoderma
Strigoderma (лат.) — род жуков из трибы Anomalini семейства пластинчатоусых (Scarabaeidae). Новый Свет: от США до юго-западной части Южной Америки. Около 40 видов (из них около 30 встречаются к северу от Панамы). Обнаружены на высотах от 50 до 2700 м. Длина тела 4—15 мм. Промежуток между мезостернальными тазиками примерно равен ширине основания средних бёдер. Филогенетический анализ показал близость к роду Epectinaspis. Некоторые виды вредят. На личинках Strigoderma arboricola паразитируют круглые черви 
Neoaplectana glaseri Steiner (Steinernematidae) (Poinar
1978).
- Strigoderma angulicollis Ohaus, 1915
- Strigoderma arboricola (Fabricius, 1792)
- Strigoderma auriventris Bates, 1888
- Strigoderma biolleyi Ohaus, 1908
- Strigoderma callosa (Fairmaire, 1888)
- Strigoderma castor (Newman, 1838)
- Strigoderma catamaya Ohaus, 1915
- Strigoderma chalybeicollis Blanchard, 1851
- Strigoderma columbica Burmeister, 1844
- Strigoderma contracta Bates, 1888
- Strigoderma pygmaea (Fabricius)
- Другие виды